# مشهدی‌حسن
مشهدی‌حسن (به لاتین: Məşədi Həsən) یک منطقه مسکونی در جمهوری آذربایجان است که در شهرستان خیزی واقع شده‌است. مشهدی‌حسن ۳۱۳ نفر جمعیت دارد.